# Nikolaj Velimirović
Nikolaj Velimirović, menționat uneori Nicolae Velimirovici sau Sfântul Nicolae de Ohrid și Žiča, (în sârbă Николај Велимировић; n. 23 decembrie 1880/4 ianuarie 1881, Lelić, Districtul Kolubara, Serbia – d. 18 martie 1956, South Canaan Township⁠(d), Pennsylvania, SUA) a fost un cleric ortodox sârb, care a îndeplinit în perioada interbelică funcția de episcop de Ohrida și Žiča și a fost canonizat ca sfânt în anul 2003 de Biserica Ortodoxă Sârbă. Un teolog influent și un orator talentat, el a fost adesea numit noul Ioan Gură de Aur, iar istoricul Slobodan G. Markovich îl numește „unul dintre cei mai influenți episcopi ai Bisericii Ortodoxe Sârbe din secolul al XX-lea”.
A fost călugărit în anul 1909 cu numele Nicolae, după care a fost hirotonit și a devenit rapid un lider important și un purtător de cuvânt al Bisericii Ortodoxe Sârbe, în special în relațiile acesteia cu Occidentul. Atunci când Germania Nazistă a ocupat Iugoslavia în Al Doilea Război Mondial, Velimirović a fost închis în Lagărul de concentrare Dachau.
După ce a fost eliberat de Aliați la sfârșitul războiului, nu s-a mai întors în Iugoslavia (care a devenit republică socialistă). S-a mutat în Statele Unite ale Americii în 1946, unde a rămas până la moartea sa în 1956. A susținut unitatea tuturor bisericilor ortodoxe și a stabilit relații bune cu Comuniunea Anglicană și Biserica Episcopală din Statele Unite ale Americii.
A întemeiat Mănăstirea Lelić. La 24 mai 2003, a fost canonizat ca sfânt de către Sinodul Bisericii Ortodoxe Sârbe cu titulatura „Sfântul Nicolae de Ohrid și Žiča” cu data de sărbătorire 18 martie. Mai este prăznuit pe 3 mai, ziua aducerii sfintelor sale moaște în Serbia.

## Biografie

### Copilărie
S-a născut în micul sat Lelić, Valjevo în Principatul Serbiei, în ziua sărbătorii Sfântului Naum din Ohrid, a cărui mănăstire avea să fie mai târziu scaunul său episcopal. A fost primul dintre cei nouă copii născuți de Dragomir și Katarina Velimirović (născută Filipović). Fiind foarte slab, a fost botezat la scurt timp după naștere în Mănăstirea Ćelije cu numele Nicolae, Sfântul Nicolae fiind patronul familiei. Primele lecții despre Dumnezeu, Iisus Hristos și viețile sfinților i-au fost oferite de mama sa, care, de asemenea, îl ducea în mod regulat la Mănăstirea Ćelije pentru rugăciune și Împărtășanie.

### Educație

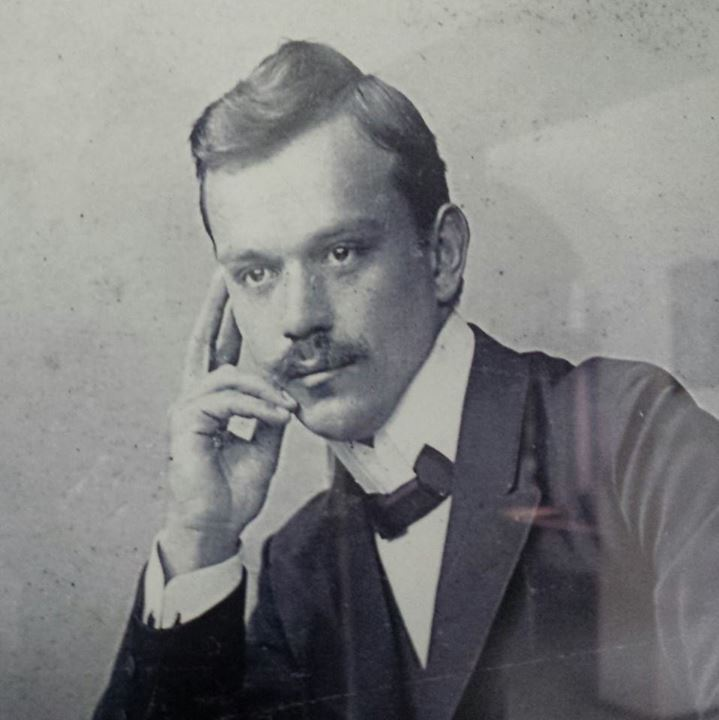
Velimirović ca student

Primii ani de școală au fost la Mănăstirea Ćelije, apoi a continuat în Valjevo. S-a înscris la Academia Militară, dar nu a promovat din motive medicale, fiind considerat prea plăpând. A fost admis la Seminarul Sfântul Sava din Belgrad, unde, în afară de subiectele standard, a studiat un număr semnificativ de scrieri ale autorilor atât din Răsărit, cât și din Vest, precum Shakespeare, Voltaire, Nietzsche, Marx, Pușkin, Tolstoi, Dostoievski etc. A absolvit în 1905.
Ca student remarcabil, a fost acceptat pentru continuarea studiilor în Rusia și Europa de Vest. Avea un dar pentru limbi străine și a dobândit cunoștințe bune de limbă rusă, franceză și germană. A urmat cursurile Academiei Teologice din Sankt Petersburg, a continuat în Elveția unde a obținut în anul 1908 titlul de doctor în teologie magna cum laude în cadrul Facultății de Teologie a Universității din Berna, cu teza intitulată Credința în Învierea lui Hristos ca fundament al dogmelor Bisericii Apostolice. Această lucrare a fost scrisă în germană și publicată în Elveția în 1910, iar mai târziu a fost tradusă în sârbă.
Anul următor și-a pregătit un alt doctorat în filozofie la Universitatea Oxford, pe care l-a susținut la Universitatea din Geneva, cu tema Filosofia lui Berkeley.
Șederea sa în Marea Britanie a lăsat un impact asupra opiniilor și educației sale, ceea ce se vede din faptul că îi citează sau îi menționează pe Charles Dickens, Lord Byron, John Milton, Charles Darwin, Thomas Carlyle, Shakespeare și George Berkeley.

### Viața monahală

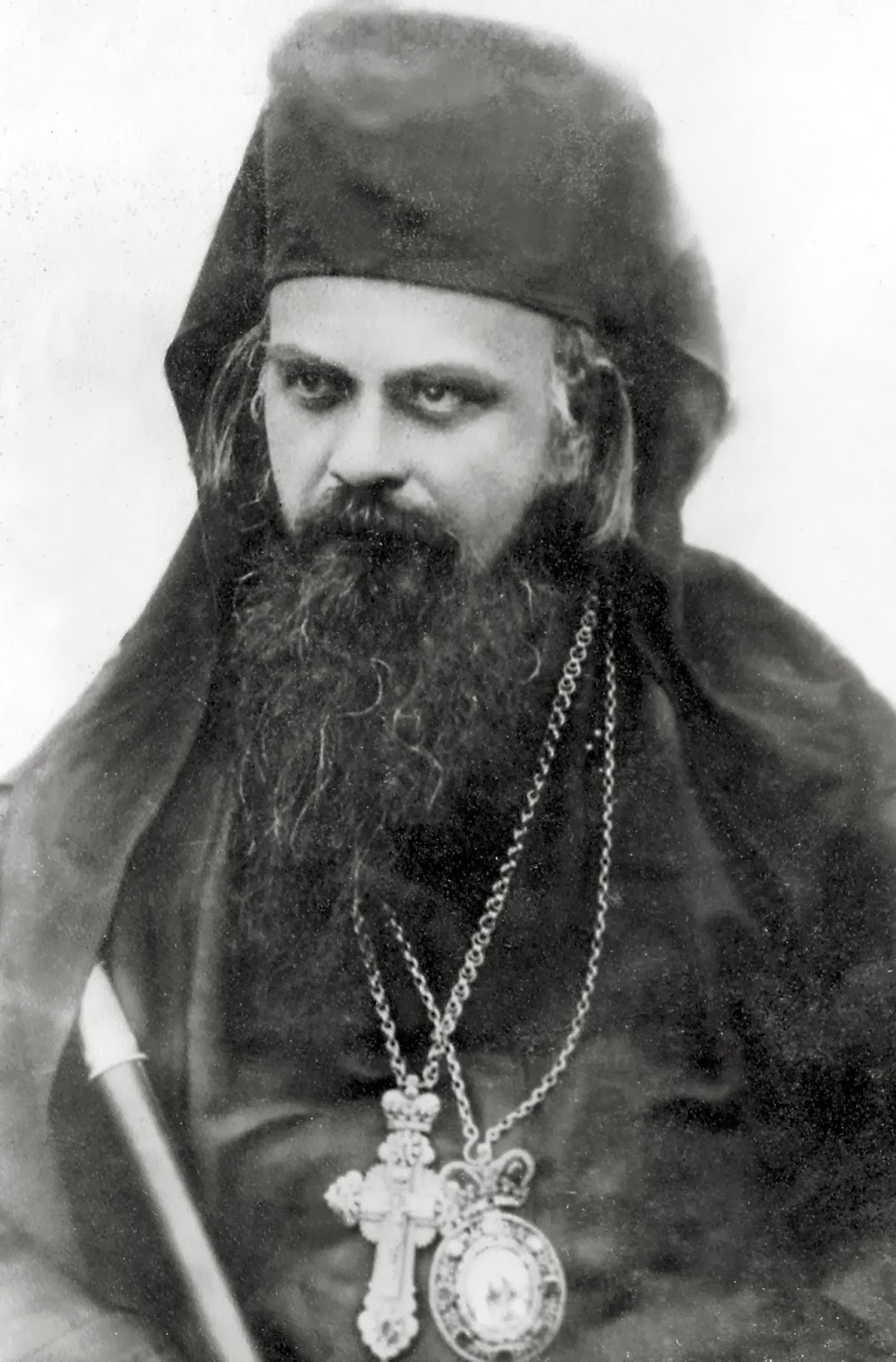
Fotografie a episcopului Nikolaj

În toamna anului 1909, Nicolae s-a întors acasă și s-a îmbolnăvit grav de dizenterie. El a decis că, dacă își va reveni, va deveni călugăr și își va dedica viața lui Dumnezeu. La sfârșitul anului 1909, sănătatea lui s-a îmbunătățit și a fost tuns în monahism cu numele Nicolae. În 20 decembrie 1909 a fost hirotonit ieromonah la mănăstirea Rakovița și la scurt timp a fost ridicat la rangul de arhimandrit. 

### Marea Britanie
În 1910 i s-a încredințat o misiune în Marea Britanie căutând să dobândească sprijinul guvernului Englez pentru poporul Sârb aflat în suferință.Nu numai că și-a îndeplinit misiunea, dar a primit și titlul de Doctor honoris causa în teologie din partea Universității din Cambridge.

### Misiuni în timpul Primului Război Mondial
La scurt timp după izbucnirea Primului Război Mondial a fost numit de guvernul sârb într-o misiune în Statele Unite. În 1915 a făcut un tur în majoritatea orașelor mari din SUA, unde a ținut numeroase prelegeri, luptând pentru unirea sârbilor. În timpul campaniei lui Velimirović în SUA a avut loc marea retragere a armatei sârbe prin munții Albaniei. S-a eliberat în 1916; întrucât țara lui era acum în mâinile inamicului, el a mers în Marea Britanie.
A ținut o serie de prelegeri notabile la St. Margaret's, Westminster și a predicat în Catedrala „Saint Paul”, fiind primul creștin ortodox răsăritean care a predicat la St Paul's. Profesorul Bogdan Lubardić de la Facultatea de Teologie Ortodoxă din Belgrad a identificat trei faze în dezvoltarea ideilor lui Velimirović: faza pre-Ohrid (1902–1919), faza Ohrid (1920–1936) și faza post-Ohrid (1936–1956).

### Episcop

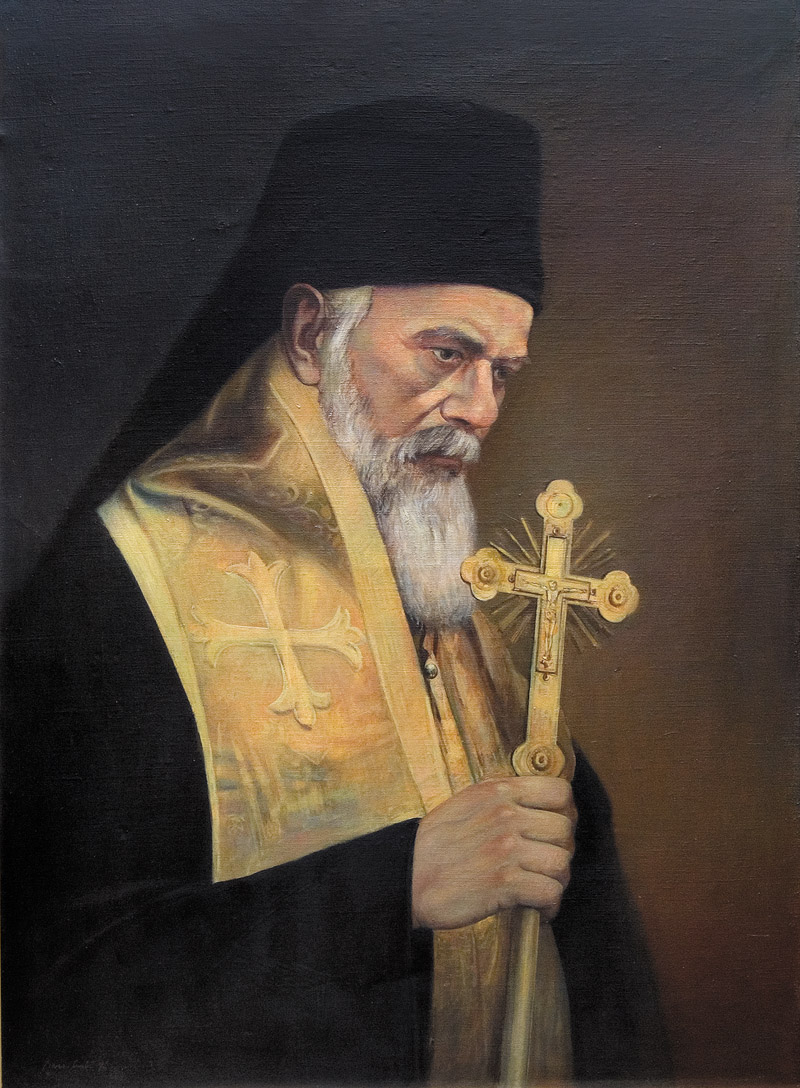
Pictura episcopului Nicolae de Ljubomir Simonović

La 12 martie 1919, arhimandritul Nicolae a fost ridicat la rangul de episcop de Žiča În 1921 a fost strămutat în Eparhia Ohridei și Bitoliei pentru a ușura unirea dintre Biserica sârbă și cea macedoneană. Pentru a treia oară, a călătorit în Statele Unite, de data aceasta cu o misiune de organizare a Eparhiei Ortodoxe Sârbe din America de Nord. A mai făcut o călătorie în Statele Unite în 1927.
În 1930 l-a hirotonit diacon pe Sofronie Saharov, la Vechiul Russikon (Vechea Mănăstire sau Mănăstirea Tesaloniceanului) din Muntele Athos. La slujbă a participat și Sf. Siluan Athonitul pe care Nikolaj Velimirović l-a considerat mai mare decât Sf. Simeon Noul Teolog deoarece „cuvântul lui este tămăduitor”.
în 1935 cancelarul german Adolf Hitler i-a acordat o medalie civilă pentru contribuția sa din 1926 la renovarea cimitirului militar german din Bitola din Primul Război Mondial.
În 1936 și-a reluat în cele din urmă slujba inițială de episcop în Eparhia de Žiča, întorcându-se la Mănăstirea Žiča, nu departe de Valjevo și Lelić, unde s-a născut.

### Detenție și închisoare în al Doilea Război Mondial

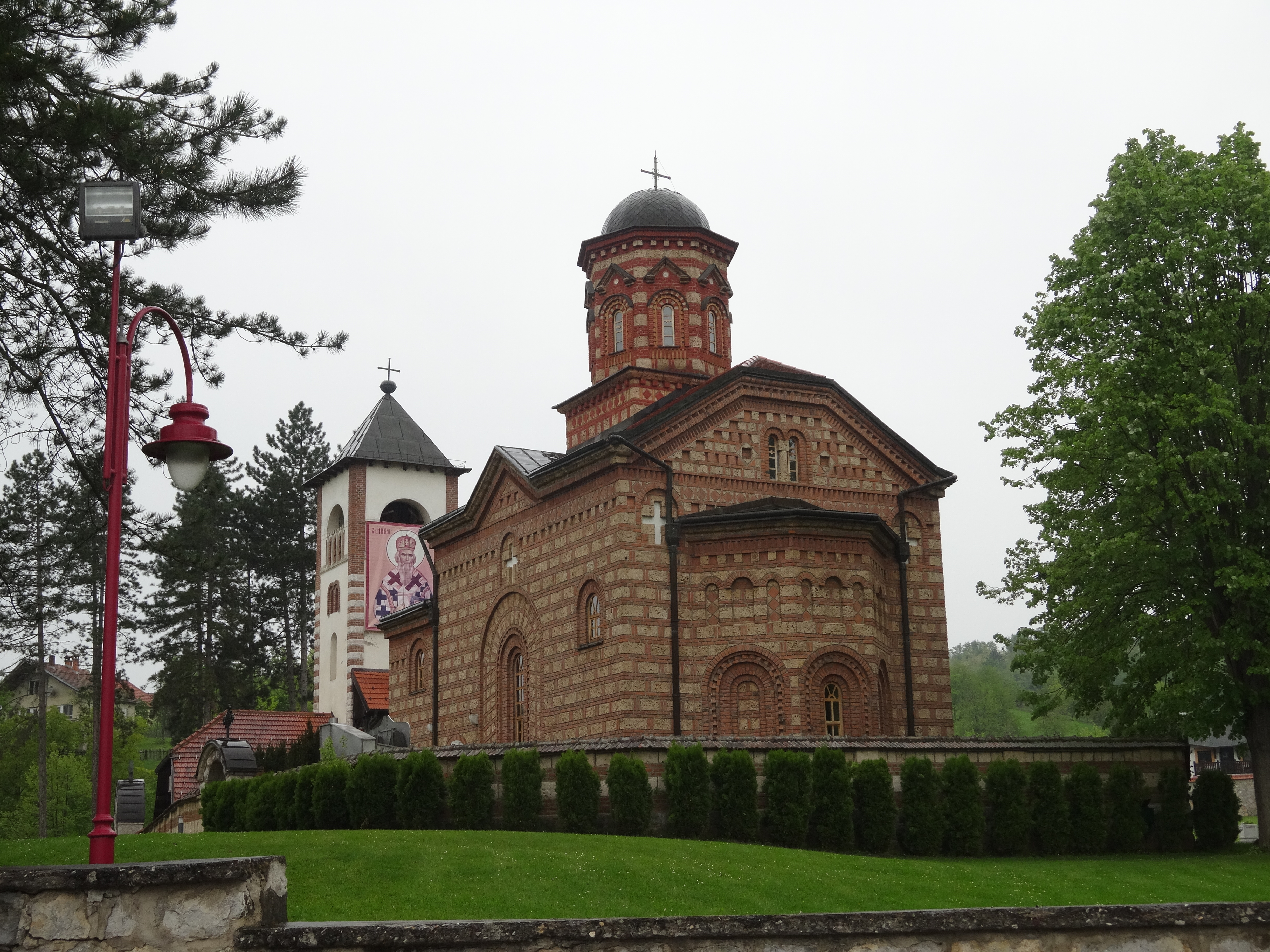
Mănăstirea Lelić a fost fondată de Nikolaj

În timpul celui de-Al Doilea Război Mondial, în 1941, de îndată ce forțele germane au ocupat Iugoslavia, episcopul Nicolae a fost arestat de naziști și deținut la Mănăstirea Žiča, după care a fost închis în Mănăstirea Ljubostinja. Mai târziu a fost transferat la Mănăstirea Vojlovica (lângă Pančevo), în care a fost închis împreună cu patriarhul sârb Gavrilo al V-lea până la sfârșitul anului 1944. La 15 septembrie 1944, atât patriarhul Gavrilo al V-lea Dožić, cât și episcopul Nicolae au fost trimiși în lagărul de concentrare Dachau, care era la acea vreme principalul lagăr de concentrare pentru clerici arestați de naziști. Mai târziu, Velimirović și patriarhul Gavrilo Dožić au fost mutați în Austria și au fost eliberați în cele din urmă în 1945.
Cu referire la război, Nikolaj Velimirović scria: „Atâta vreme cât Europa L-a urmat pe Hristos, ca pe «soarele dreptății», și pe sfinții Săi apostoli, mucenici, sfinți și nenumărați drepți, precum și alți oameni care au bineplăcut Lui, Europa a fost ca o piață luminată de sute și mii de lumânări, mari și mici, arzând strălucitor. Totuși, atunci când dorința umană și înțelepciunea omenească au bătut ca două vânturi puternice, lumânările au fost stinse și întunericul a pogorât pe pământ... Războiul pentru pământ este împotriva adevărului. Războiul împotriva adevărului este război împotriva firii dumnezeiești și a celei omenești. O, amărăciune mai amară decât fierea! Cât de mult suferă oamenii, cât de mult se chinuiesc și cât de mult jertfesc ei pentru această trecătoare și înșelătoare împărăție pământească”.

### Imigrația și ultimii ani
După război, nu s-a mai întors în Republica Socialistă Federală Iugoslavia, a petrecut un timp în Europa, apoi în 1946 a emigrat în Statele Unite ale Americii. Acolo, în ciuda problemelor sale de sănătate, și-a continuat lucrarea misionară, pentru care este considerat „un apostol și misionar al noului continent” (cf. pr. Alexander Schmemann).
Cărțile sale au fost interzise de guvernul comunist iugoslav în 1947.
A predat la mai multe seminarii ortodoxe, cum ar fi Seminarul „Sf. Sava” din Libertyville (Illinois), Seminarul și Mănăstirea Teologică Ortodoxă „Sfântul Tihon” din South Canaan (Pennsylvania) și Seminarul Teologic Ortodox „Sfântul Vladimir” din Crestwood (New York).

## Postum

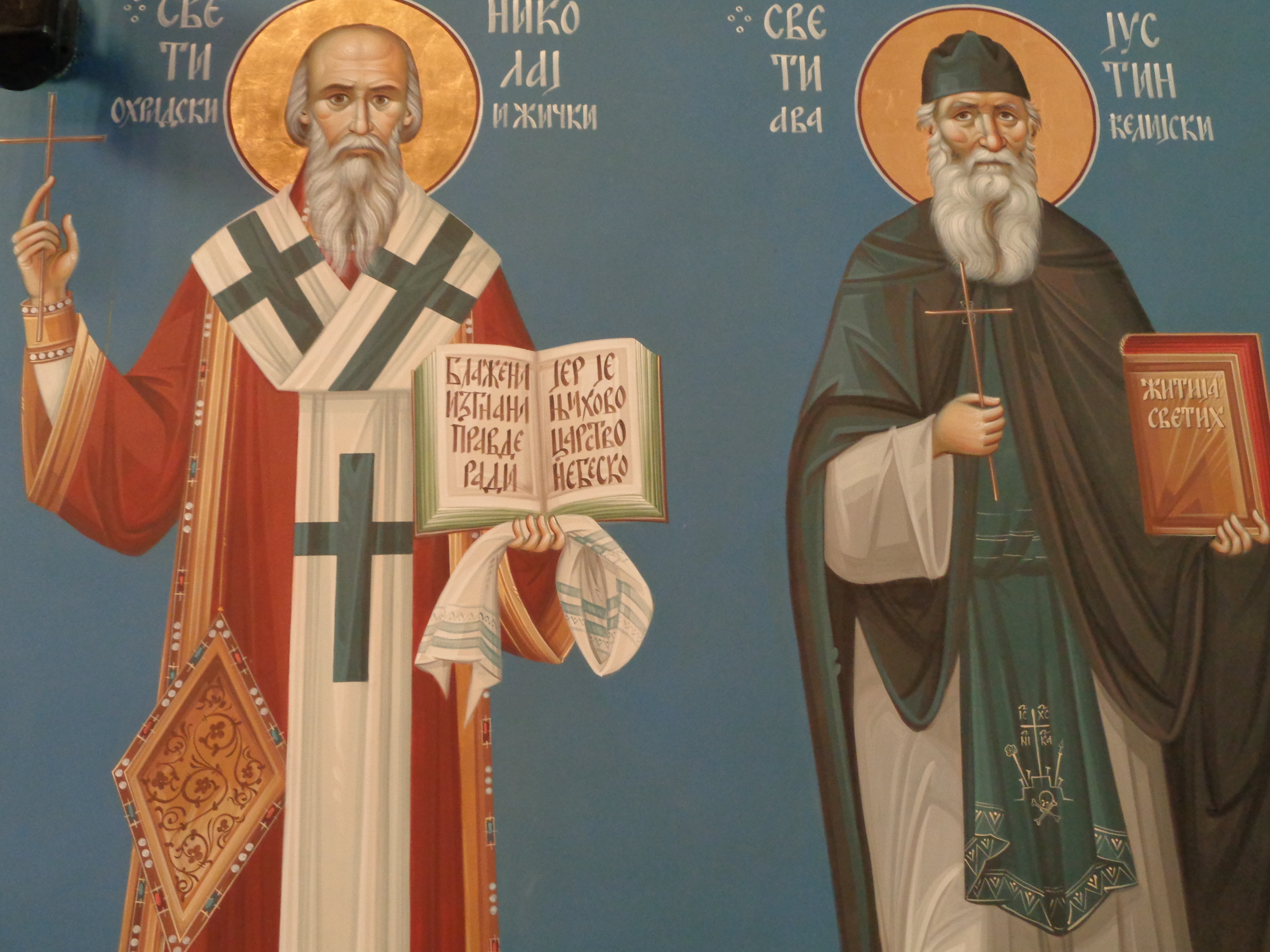
Frescă cu Sf. Nikolaj Velimirović și Sf. Justin Popović, Mănăstirea Vavedenje

Nikolaj Velimirović a murit la 18 martie 1956 în timp ce se ruga în camera sa înainte de Liturghie, la Seminarul Teologic Ortodox St Tikhon din South Canaan Township, Wayne County, Pennsylvania. Ulterior, aici a fost înființat un altar. A fost înmormântat lângă mormântul poetului Jovan Dučić la Mănăstirea „Sf. Sava” din Libertyville (Illinois). După căderea comunismului, rămășițele sale au fost în cele din urmă reîngropate în orașul său natal, Lelić, pe 12 mai 1991, alături de părinții săi și de nepotul său, episcopul Jovan Velimirović. La 19 mai 2003, Sinodul Bisericii Ortodoxe Sârbe l-a recunoscut pe episcopul Nikolaj Velimirović de Ohrid și Žiča drept sfânt și a decis să-l includă în calendarul sfinților Bisericii Ortodoxe cu data de prăznuire pe 5/18 martie.

## Moștenire
Patriarhul Porfirie al Serbiei a declarat că Velimirović este unul dintre cei mai de seamă trei teologi sârbi recunoscuți la nivel internațional.

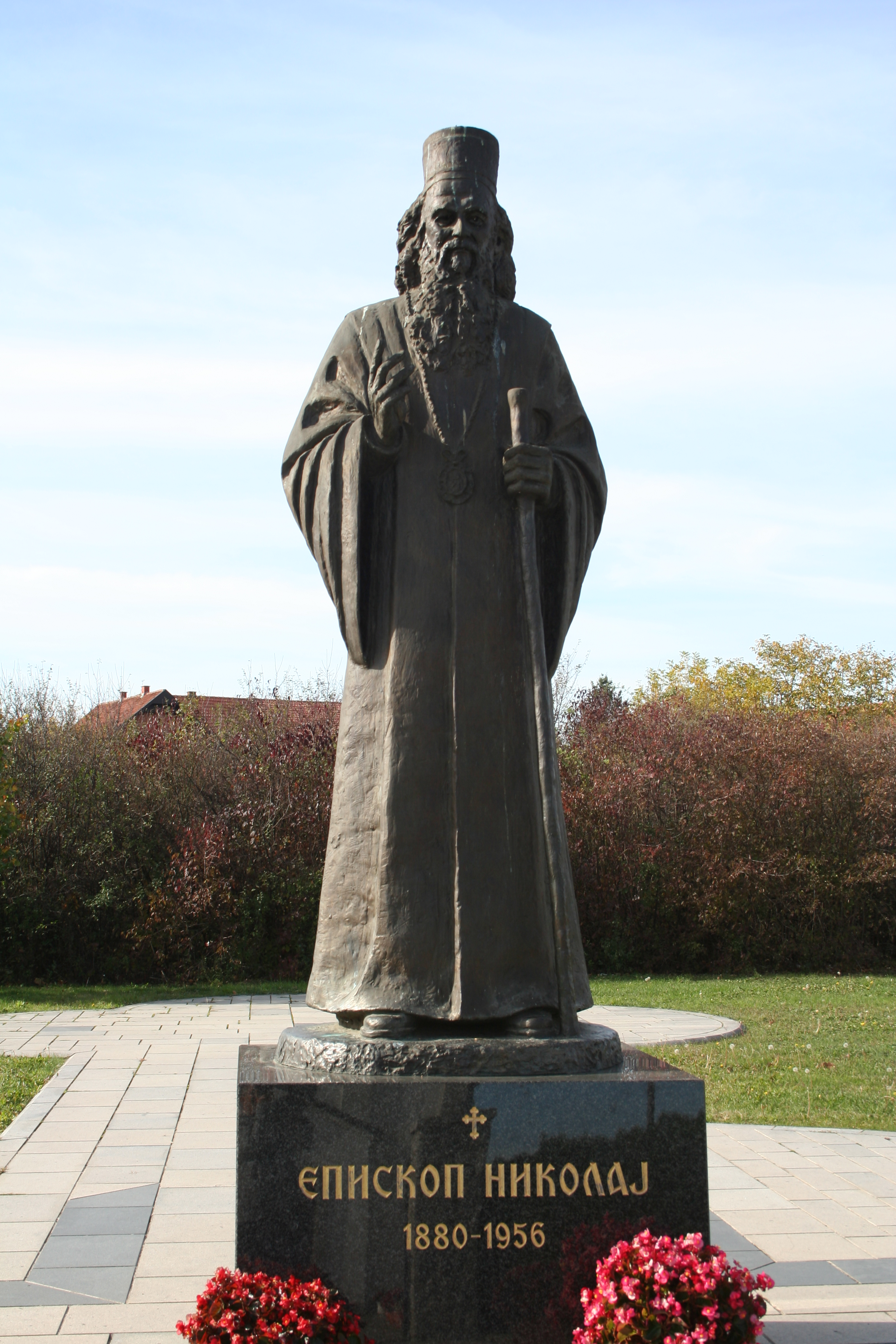
Monument în Valjevo

Velimirović este inclus în cartea Cei mai renumiți 100 de sârbi.

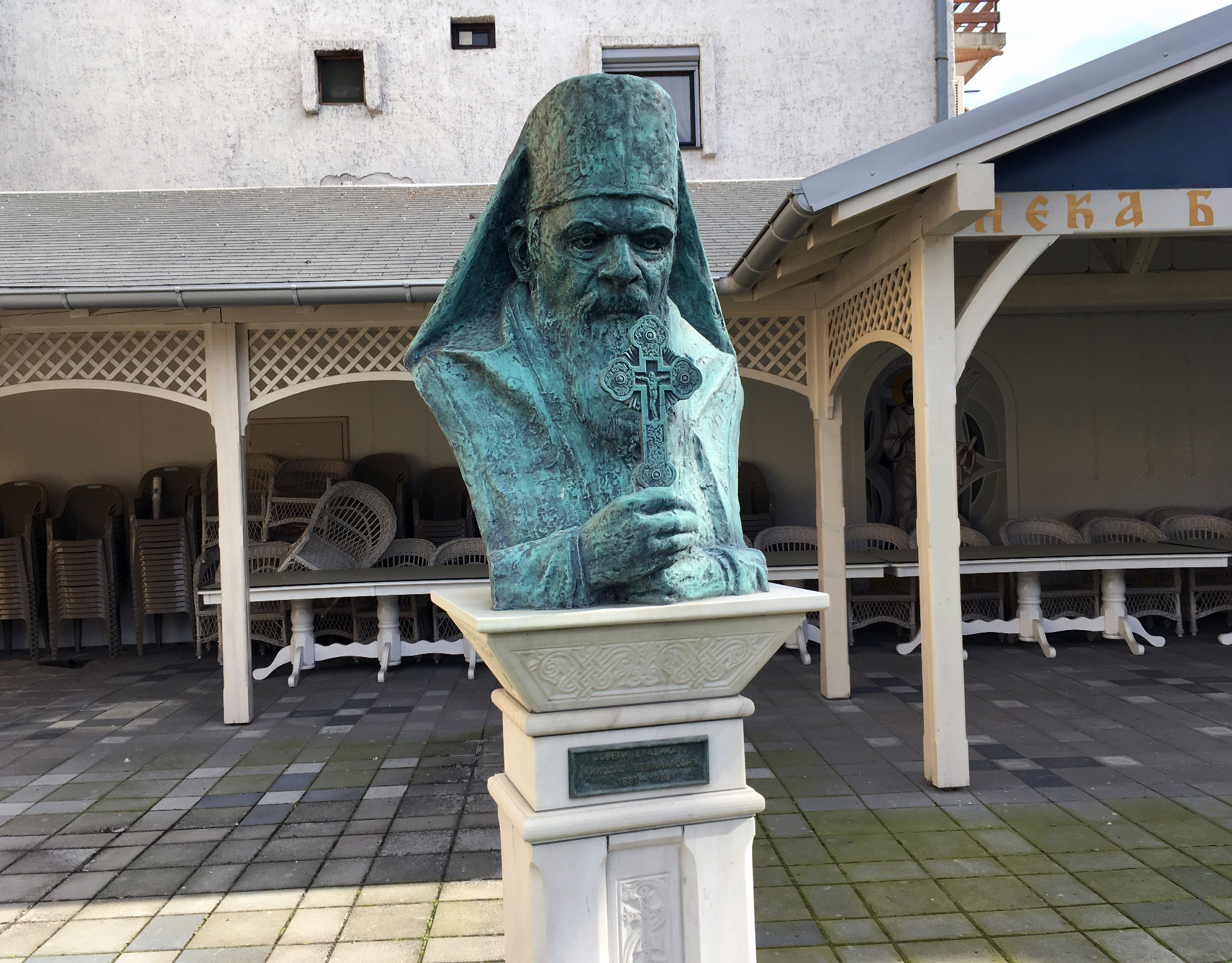
Monument în Šabac

În 2023, la Belgrad, de Ziua Înălțării Domnului, sărbătoarea orașului, moaștele sale au fost purtate într-o procesiune la care au participat peste 100.000 de persoane, devenind cea mai mare procesiune din istoria Belgradului.
Roadele scrierilor Sfântului Nicolae se pot vedea și în viața ucenicilor săi, dintre care cel mai de seamă a fost Sfântul Justin Popović.

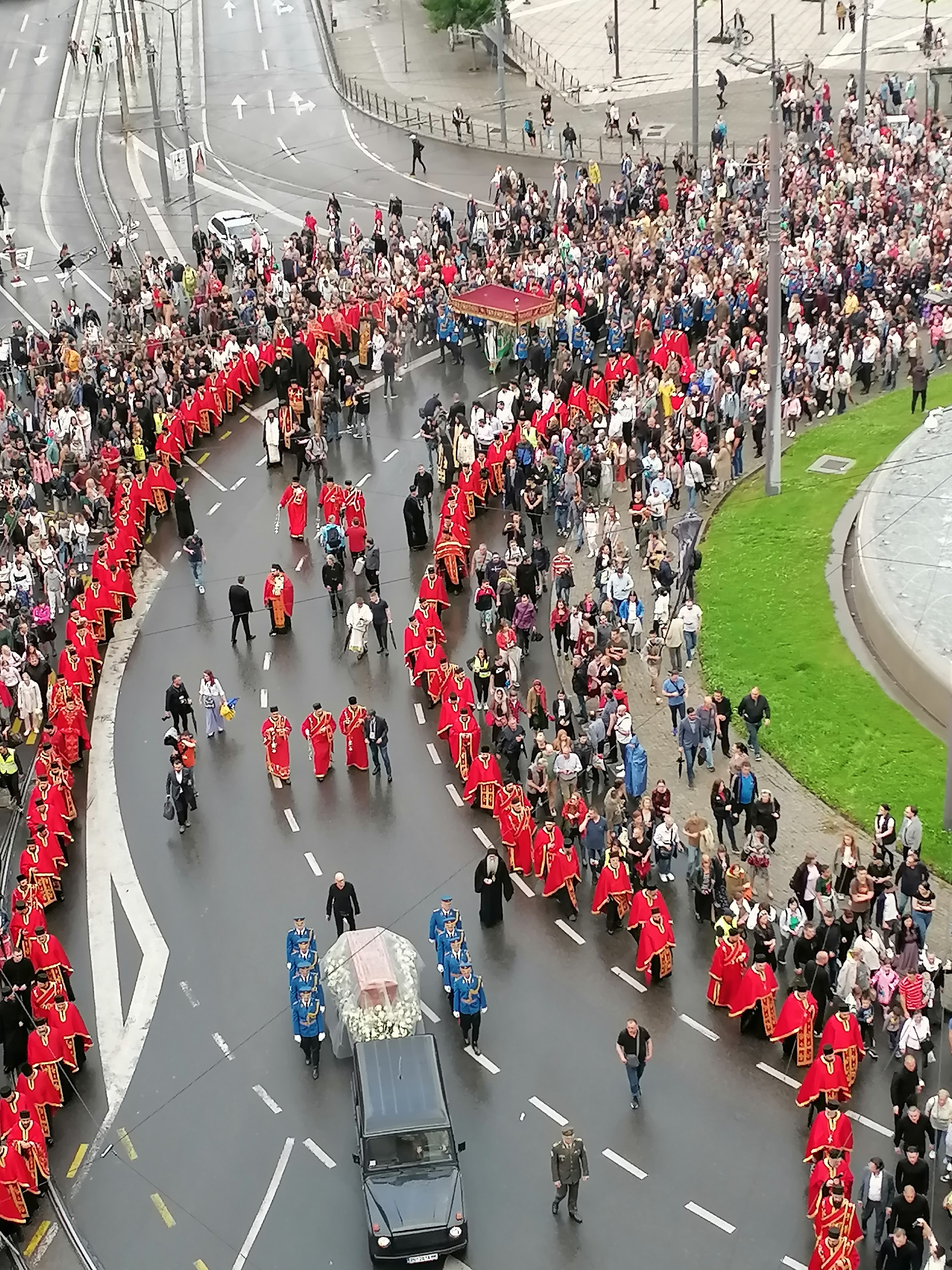
Procesiune cu moaștele Sf. Nikolaj Velimirović. Belgrad (2023)

## Opera

### Publicate în timpul vieții
- Amintiri din Golful Kotor, 1904
- Lupta franco-slavă din Golful Kotor 1806-1814, 1910
- Credința lui Niegoș, 1911.
- Predici la poalele muntelui, 1912
- Mai presus de păcat și de moarte, 1914.
- Locul Serbiei în istoria omenirii, 1915.
- Serbia în lumină și întuneric, 1916.
- Pateric de la Mănăstirea Sfântul Naum, 1925.
- Proloagele de la Ohrida, 1928
- Războiul și Biblia, 1932.
- Emmanuel: Secretele cerului și pământului: experiențe miraculoase din ambele lumi, 1937
- Trei rugăciuni în umbra baionetelor germane, 1945.
- Cuceritorii morții: lecturi ortodoxe pentru fiecare zi a anului, 1949.
- The Land of Neverland: A Modern Fairy Tale , 1950.
- Cântece de rugăciune, 1952.
- Cassiana; Știința înțelegerii creștine a iubirii, 1952.
- Divan: Știința miracolelor, 1953.
- Recoltele Domnului: de la început până la vremea noastră și până la sfârșit, 1953.

### Publicate postum
- Singurul iubitor de om: Viața Domnului Isus Hristos, 1958
- Prima lege a lui Dumnezeu și piramida paradisului, 1959
- Despre eroii timpului nostru: o predică rostită într-o zi neobișnuit de înnorată și descurajată în 1914, 1976
- Omilii despre evangheliile săptămânale și de sărbătoare ale episcopului Nikolaj de Ohrid, 1976
- Scrisori misionare, 1977
- Poporul sârb ca Theodul, 1984.
- Sihastrul Ohrid, 1986
- Lucrare pentru eliberarea patriei, 1986.
- Kosovo și Vidovdan, 1988.
- Rugăciuni pe lac, 1988
- Cuvinte despre un sfânt, 1988
- Credința sfinților: Catehismul Bisericii Ortodoxe Răsăritene, 1988
- Liturghie Cerească, 1991
- Trei fantome ale civilizației europene, 1991
- Despre Dumnezeu și despre oameni, 1993
- Naționalismul Sfântului Sava, 1994
- Un miracol minunat: povești și lecții, 1995
- Sufletul Serbiei, 1995
- El vorbește poporului sârb prin fereastra unei închisori, 1995
- Litere indiene; Deasupra est și vest, 1995
- Noi predici sub munte, 1995
- Un vis al religiei slave, 1996
- Cartea despre Isus Hristos, 1997
- Revolta sclavilor, 1997
- Lira spirituală: cântece de vacanță, 1998
- Tatăl nostru ca bază a vieții sociale, 1998.
- Simboluri și semne, 1998
- Legământul împăratului, 1999
- Ljubostinjski Stoslov, 1999
- Viața Sfântului Sava, 1999
- Cvetnik, 2001
- Știința dreptului, 2003
- Despre Europa; Trezirea spirituală a Europei, 2003
- Agonia bisericii
- Necrologurile
- Tragedia Serbiei
- Despre Sfântul Sava
- Spiritul religios al slavilor
- Catolicismul revoluționar slav
- Civilizația europeană este amenințată de boala sufletească
- Religie și națiune
- Un nou ideal în educație
- poruncile lui Dumnezeu
- Sistem intermediar
- Serbia este o mică America
- Despre Ortodoxie
- Un mic misionar
- Nașterea lui Hristos
- Învierea lui Hristos

### Cărți publicate în română
- Credința sfinților. Catehismul Bisericii Ortodoxe, Sophia, 2004
- Taina și semnificația bătăliei de la Kosovo, Anestis, 2005
- Tărâmul inaccesibil, Cathisma, 2007
- Mai presus de Răsărit și Apus, Sophia, 2008
- Puterea lui Dumnezeu în minuni mărturisite de Sfântul Nicolae Velimirovici, Sophia, 2009
- Proloagele de la Ohrida, Vol. I, II, Egumenița, 2010
- Războiul și Biblia, 2010, Sophia
- Tâlcuirea Crezului. Credința poporului lui Dumnezeu, Sophia, 2010
- Piramida Raiului, 2014, Sophia
- Răspunsuri la întrebările lumii de astăzi, vol. 1, vol. 2, Sophia, 2015
- Casiana. Învățătură despre iubirea în Hristos, Sophia, 2016
- Omilii despre pocăință, dragoste și optimism, Doxologia, 2016
- Adevărul și bunătatea. Parabole și istorii cu tâlc, Sophia, 2019
- Cugetări și predici la Nașterea Domnului, Predania, 2019
- Evanghelia Maicii Domnului - cuvântări, predici, rugăciuni, Predania, 2019
- Inima în Marele Post, Predania, 2019
- Credința în Evanghelie. Suta de capete de la Liubostinia, Sophia, 2020
- Cugetări și predici la Învierea Domnului, Predania, 2020
- Învățături, Sophia, 2020
- Rugăciuni pentru biruința asupra vrăjmașilor văzuți și nevăzuți, Predania, 2020
- De la prinț la sfânt. Viața Sfântului Sava Arhiepiscopul Serbiei, Predania, 2021
- Gânduri despre bine și rău, Predania, 2021
- Prin dragostea ta și noi iubim. 500 de cugetări despre credință, dragoste și nădejde, Predania, 2021
- Râvna Împărăției. Rugăciuni la toată vremea și trebuința, Predania, 2022
- Simboluri și semne, Predania, 2023
- Rugăciuni pe malul lacului, Predania, 2024
- Comori vechi și noi. Tâlcuiri la porunci și fericiri pentru o viață împlinită, Predania, 2024
- 105 Capete despre minuni, Egumenița
- Dicționarul vieții veșnice, Egumenița
- Predici, Ileana
- Teodul, Egumenița

### Lucrări controversate

#### Prin fereastra temniței
Această carte este o culegere de scrisori compuse de Sfântul Nicolae pe când era închis în lagărul de concentrare Dachau cu titlul original Cuvinte către poporul sârb prin fereastra temniței. Titlul pare să sublinieze faptul trist al întemnițării episcopului ortodox dar, de fapt, Nikolaj Velimirović deplânge soarta națiunii sârbe și, o dată cu aceasta, soarta tuturor națiunilor care și-au trădat vocația creștină. Cele 82 de „epistole” analizează decăderea omului contemporan și pricinile care au dus la aceasta. Prefațatorul primei ediții sârbești, Episcopul Lavrentie consideră această operă „plângerile unui nou Proroc Ieremia al sârbilor pe ruinele evlaviei și cinstirii tradiționale a poporului său” cărora adaugă îndemnurile către copiii duhovnicești ai Sfântului Sava de a se lecui și a se mântui de „ciuma albă”, așa cum numea Nikolaj Velimirović cultura atee contemporană.